# Flor do Samba
Flor do Samba é a segunda escola de samba mais antiga de São Luís. Foi fundada em 11 de novembro de 1939, na Rua da Estrela  próximo ao Largo do Desterro, no Centro Histórico da cidade.
A Flor do Samba possui grandes compositores como Chico da Ladeira e Augusto Tampinha. A Flor do Samba possuiu e possui grandes presidentes um deles foi “Piranha” que brigava ferrenhamente por títulos e o atual presidente da escola Luis César Maia que já entrou para a história da agremiação, tendo em seu currículo vários títulos e BI campeonatos.
É detentora de muitos títulos no carnaval maranhense tendo em seu seio o seu maior samba que também é considerado o hino do carnaval maranhense o famoso "Haja Deus" que venceu o carnaval de 1979.
Atualmente a escola tem em seu time o maior carnavalesco já visto nas terras do estado do Maranhão, considerado o gênio do carnaval maranhense Ítalo Fonseca é um dos artistas mais novos a ser considerado uma lenda viva por críticos e pela população da grande São luis, antes dos 30 anos de idade ele já possui esculturas pela capital do Maranhão e sua arte já é difundida e bem falada em todo território brasileiro, já tendo convites para compor o carnaval do Rio de Janeiro e São Paulo.

## História
Sua história iniciou-se quando um grupo de engraxates, pescadores e arrumadores de estiva, reunidos num pequeno espaço da Rua da Estrela, próximo ao Largo do Desterro, decidiram fundar um bloco carnavalesco.
Ainda não se sabia qual o nome se daria ao bloco, quando Edgar Carvalho, eleito primeiro presidente, observou uma mulher que sambava muito bem, e era conhecida como "Nega Fulô", sendo "fulô" uma corruptela da palavra "flor". Após consultar seus parceiros, decidiu homenageá-la, dando ao bloco o seu apelido. Naquele mesmo ano o cordão carnavalesco saiu pelas ruas de São Luís, fazendo sucesso, com a Nega Fulô, a homenageada, à frente. No ano seguinte, o grupo transformou-se numa escola de samba.
Os batuqueiros, eram pessoas do Largo e de toda a cidade, a fantasia era  uma camisa listrada nas cores vermelha, azul e branca, além da calça xadrez.
Em 2006, a escola reeditou o samba enredo de 1980, De Daomé à Casa das Minas a Origem de um Povo, ficando em 2º lugar. No ano seguinte, por motivos técnicos, a agremiação alegou que não apareceram empurradores dos carros alegóricos. Dessa forma, apenas desfilou com a bateria e alguns componentes.
Em 2008, teve como tema "São Luis é tão bela quanto a FLOR ", obtendo o 3º lugar. Já em em 2009, reeditou seu samba-enredo de 1979, "Maranhão, Festas, Lendas e Mistérios", popularmente conhecido como "Haja Deus", sendo novamente vice-campeã.
A escola trouxe ainda um enredo sobre o petróleo em 2010, sendo vice-campeã. Em 2011, homenageou  Djalma Campos.
No ano de 2014, foi vice-campeã.
Em 2016 a flor do samba fez um dos desfiles mais queridos da história do Carnaval de São Luís,  com o enredo sobre o Laborarte, levando 10 de todos os jurados em todos os quesitos. A escola foi punida com perda de 8 pontos por atraso ficando na sexta posição. A escola entrou na justiça alegando punição equivocada, três anos depois ou seja em 2019 ficou comprovado a punição equivocada sendo assim  flor do samba foi declarada campeã do Carnaval 2016.
Em 2020 conquistou mais um título com o enredo “Tradição, devoção e alegria a flor canta as festas patrimônio cultural e material do Brasil” de autoria do brilhante carnavalesco Ítalo Fonseca. 
Em 2023 depois de 2 anos sem desfiles por conta da pandemia a agremiação faz um dos maiores desfiles já vistos na história do carnaval de São Luís se consagrando BI CAMPEÃ com o enredo “SAUDADE” do diretor de carnaval e artista maranhense Marcos Paulo, no qual detém enredos fortes e brilhantes que são disputados por escolas de sambas Brasil a fora.

## Títulos
- 1974, 1976, 1979, 1980, 1984, 1985, 1989, 1990, 1995, 1997, 2016, 2020, 2023, 2025

## Segmentos

### Presidência
| Presidência            | Presidência             | Presidência |
| Presidente             | Mandato                 | Ref.        |
| ---------------------- | ----------------------- | ----------- |
| Luis César Maia "Lulu" | 03/08/2015 - atualidade | [ 4 ]       |

### Ficha técnica
| Diretor de Carnaval         | Mestre de bateria     | Ref.  |
| --------------------------- | --------------------- | ----- |
| André Campos & Marcos Paulo | Mestre Bi & Preguinho | [ 5 ] |

| Ano               | Carnavalesco  |
| ----------------- | ------------- |
| 2017 - atualidade | Italo Fonseca |

| Ano               | Rainha de bateria |
| ----------------- | ----------------- |
| 2012 - atualidade | Brunna Araújo     |

| Ano               | coreografo      |
| ----------------- | --------------- |
| 2018 - atualidade | Flávia Ferreira |

| Ano               | interprete |
| ----------------- | ---------- |
| 2018 - atualidade | Lucas Neto |

## Carnavais
| Ano         | Colocação       | Grupo                                                  | Enredo                                                                                              | Carnavalesco                         | Ref               |
| ----------- | --------------- | ------------------------------------------------------ | --------------------------------------------------------------------------------------------------- | ------------------------------------ | ----------------- |
| 1974        | Campeã          | A                                                      | Primaveras                                                                                          | artesãos da escola                   |                   |
| 1975        | Vice campeã     | A                                                      | Bandeirantes                                                                                        | Artesãos da Escola                   |                   |
| 1976        | Campeã          | A                                                      | Aquarela do Brasil                                                                                  | artesãos da Escola                   |                   |
| 1977        | Quarto Lugar    | A                                                      | Os Cinco Bailes Imperiais                                                                           | artesãos da escola                   |                   |
| 1978        | 3º lugar        | A                                                      | O mundo encantado do circoCompositor:Chico da Ladeira                                               | artesãos da escola                   | [ 6 ]             |
| 1979        | Campeã          | A                                                      | Maranhão, Festas, Lendas e Mistérios (Haja Deus)Compositor:Chico da Ladeira                         | Wagner Lopes                         |                   |
| 1980        | Campeã          | A                                                      | De Daomé à Casa das Minas a Origem de um Povo                                                       | Wagner Lopes                         |                   |
| 1981        | 3º              | A                                                      | Sua Majestade o Carnaval                                                                            | Chico Coimbra                        |                   |
| 1982        | Vice Campeã     | A                                                      | O Touro rei da Praia dos Lençois                                                                    | Comissão de Carnaval                 |                   |
| 1983        | Vice Campeã     | A                                                      | Axé Xangô Axé                                                                                       | Cezar e Hélcio Cardoso               |                   |
| 1984        | Campeã          | A                                                      | A Arte que vem do Povo                                                                              |                                      |                   |
| 1985        | Campeã          | A                                                      | O Domingo é Nosso (tributo ao falecido radialista Lima Júnior)                                      | Cezar , Hélcio Cardoso e Roldão Lima |                   |
| 1986        |                 |                                                        | NÃO DESFILOU                                                                                        |                                      |                   |
| 1987        | Vice Campeã     | A                                                      | A Negra Maluca que Enfeitiçou o Desterro                                                            | Miguel Veiga                         |                   |
| 1988        | Vice Campeã     | A                                                      | Em terra de poeta, a flor é Marrom                                                                  | Miguel Veiga e Chico Coimbra         |                   |
| 1989        | Campeã          | A                                                      | Nem Tudo que Reluz é Ouro (50 anos da Flor)                                                         | Miguel Veiga                         |                   |
| 1990        | Campeã          | A                                                      | O Arquiteto da Ilusão – Joãosinho Trinta                                                            | Miguel Veiga                         |                   |
| 1991        | Terceiro Lugar  | A                                                      | Parabéns Pra Você, 50 anos da Turma do Quinto                                                       | Miguel Veiga                         |                   |
| 1992        | Terceiro Lugar  | A                                                      | Horário Nobre - A Televisão                                                                         | Miguel Veiga                         |                   |
| 1993        | Terceiro Lugar  | A                                                      | Línguas de Fogo                                                                                     | Miguel Veiga                         |                   |
| 1994        | Vice Campeã     | A                                                      | No Largo do Desterro Tem uma Flor                                                                   | Miguel Veiga                         |                   |
| 1995        | Campeã          | A                                                      | A Divina Dama – Apolônia Pinto                                                                      | Miguel Veiga                         |                   |
| 1997        | Campeã          | A                                                      | No Rabo de uma Estrela                                                                              | Dominguinhos Lopes                   |                   |
| 1998        | Vice Campeã     | A                                                      | No Sassarico da Flor a Glória Tricolor-Sampaio Correa                                               | Chico Coimbra                        |                   |
| 1999        | Campeã          | A                                                      | O Fofão Quem Diria Acabou Na Bahia                                                                  | Dominguinhos Lopes                   |                   |
| 2000        | 'Vice-campeã    | A                                                      | www.brasil500.com.br                                                                                | Dominguinhos Lopes                   |                   |
| 2001        | Vice Campeã     | A                                                      | Os Setes Pecados da Capital                                                                         | Eugênio Araujo e Dominguinhos Lopes  |                   |
| 2002        | Vice Campeã     | A                                                      | Saint Louis ou São Luís, Enfim Uma Só Paris                                                         | Comissão de Carnaval                 |                   |
| 2003        | Vice Campeã     | A                                                      | Antonio dos Outros Sermões Vieira                                                                   | Dominguinhos Lopes                   |                   |
| 2004        | 3º lugar        | A                                                      | Pira Pirou Zé Piranha Voltou                                                                        | Comissão Carnaval                    |                   |
| 2005        | Terceiro lugar  | A                                                      | Na Terra de Gonçalves Dias a Flor é Caxias                                                          | Comissão Carnaval                    |                   |
| 2006        | Vice Campeã     | A                                                      | De Daomé à Casa das Minas a Origem de um Povo                                                       | Chico Coimbra                        |                   |
| 2007        | Desclassificada | A                                                      | Quem Canta Seus Males Espanta                                                                       | Rogério                              |                   |
| 2008        | 4º lugar        | A                                                      | São Luís É Tão Bela Quanto a Flor                                                                   | Dominguinhos Lopes                   |                   |
| 2009        | Vice campeã     | A                                                      | Haja Deus! Um Canto à Capital Brasileira da Cultura (Troféu de melhor Escola 2009 no gosto popular) | Dominguinhos Lopes                   |                   |
| 2010        | 2º              | A                                                      | O ouro negro na terra das palmeiras – Refinaria Premium, um prêmio para o Maranhão.                 | Eugenio Araújo                       |                   |
| 2011        | 3º              | A                                                      | Missão Cumprida, nasce mais uma estrela Dijalma Campos                                              | Domingos Lopes                       |                   |
| 2012        | Vice-campeã     | A                                                      | São Luís, a flor do Maranhão                                                                        | Domingos Lopes                       | [ 7 ]             |
| 2013        | SEM CONCURSO    | SEM CONCURSO                                           | SEM CONCURSO                                                                                        | SEM CONCURSO                         | [ 2 ]             |
| 2014        | Vice-campeã     | A                                                      | Eu sou o néctar da felicidade                                                                       | Domingos Lopes                       | [ 5 ] [ 3 ] [ 2 ] |
| 2015        | Vice-campeã     | A                                                      | Tambores: o astro iluminado                                                                         | Domingos Lopes                       |                   |
| 2016        | campeã          | A                                                      | Laborarte, mais que um laboratório de artes uma paixão da cidade.                                   | Sebastião Cardoso                    | [ 8 ] [ 9 ]       |
| 2017        | 4º lugar        | A                                                      | “Do Carnaval ao Teatro; do Itaqui ao Bacanga, Grita minha Flor e dá voz ao anjo da esperança”.      | Italo Fonseca                        |                   |
| 2018        | Vice-campeã     | A                                                      | "Hoje tem festança e cantoria. É a Flor em Balsas. No Centenário da Cidade Querida"                 | Ítalo Fonseca                        |                   |
| 2019        | vice campeã     | A                                                      | " Viva essa energia"                                                                                | Italo Fonseca                        | [ 10 ]            |
| 2020        | Campeã          | A                                                      | "TRADIÇÃO, DEVOÇÃO E ALEGRIA, A FLOR CANTA AS FESTAS PATRIMONIO CULTURAL IMATERIAL DO BRASIL"       | Italo Fonseca                        | [ 11 ]            |
| 2021 & 2022 | CANCELADO       | DESFILES CANCELADOS EM VIRTUDE DA PANDEMIA DO COVID 19 | CANCELADO                                                                                           | CANCELADO                            |                   |
| 2023        | CAMPEÃ          | A                                                      | SAUDADE                                                                                             | Ítalo Fonseca                        |                   |
| 2024        | 5º lugar        |                                                        | Maranhão à mesa, heranças e sabores                                                                 | Ítalo Fonseca                        |                   |
| 2025        | Campeã          |                                                        | Firma o ponto e viva Angola que Folha Seca chegou                                                   | Ítalo Fonseca e Marcos Paulo         |                   |